# 제76차 유엔 총회
제76차 유엔 총회는 2021년 9월 14일부터 2022년 9월 13일까지 진행된 유엔 총회 회기이다. 유엔 총회 의장은 아시아 태평양 지역 그룹 출신이 맡았다.

## 조직

### 의장
2021년 6월 7일, 몰디브 정치인이자 외교관이며 당시 외무부 장관직에 있었던 압둘라 샤히드가 총회 의장으로 선출되었다.
샤히드는 그의 비전 선언문에서 본 회기에 대한 몇 가지 우선순위를 밝혔다. 구체적으로 통일과 연대, 그리고 무엇보다도 희망을 고취하기 위해 더 강력하고 효과적인 유엔이 필요하다고 말하였다. 그는 성별 균형과 다국적, 지리적 다양성을 강조하였다.

### 부의장
총회는 다음 국가를 제76차 회기의 부의장으로 선출하였다.
안전 보장 이사회 5개 상임 이사국:
- 중국
- 프랑스
- 러시아
- 영국
- 미국

그 외 국가들:
- 방글라데시
- 벨기에
- 코트디부아르
- 도미니카 공화국
- 이집트
- 적도 기니
- 핀란드
- 쿠웨이트
- 라오스
- 모잠비크
- 필리핀
- 시에라리온
- 슬로베니아
- 탄자니아

## 같이 보기
- 유엔 총회 회기 목록